# LSD (группа)
LSD — супергруппа, состоящая из английского музыканта Labrinth, австралийской певицы и автора Сии Ферлер и американского продюсера Дипло. Ансамбль выпустил четыре сингла, все из которых были включены в состав мини-альбома «Mountains», вышедшего на Spotify 2 ноября 2018 года. 11 марта 2019 года группа объявила о релизе своего первого студийного альбома под названием «Labrinth, Sia & Diplo Present… LSD», который вышел 12 апреля 2019 года.

## История
3 мая 2018 года трио LSD выпустило сингл под названием «Genius» вместе с анимированным музыкальным видео. На следующий день Дипло рассказал, что LSD был сформирован после того, как его пригласили для записи песни Labrinth и Сии. Дипло заявил:
«Первоначально я не был в [LSD], но затем нашему издателю пришла в голову идея добавить меня туда; эти два художника вместе - самые сумасшедшие, самые творческие люди, которых я когда-либо встречал в своей жизни. Я думаю, что вместе у них - самое тяжелое расстройство дефицита внимания - настолько их идеи настолько сумасшедшие; поэтому я помог собрать их идеи вместе, взяв на себя работу продюсера.»
10 мая вышли песня и клип «Audio». 6 августа Сия анонсировала новый трек под названием «Thunderclouds», который вышел несколько дней спустя, 9 августа 2018 года 1 ноября LSD выпустили сингл «Mountains» В интервью журналу Rolling Stone, Сия сообщила, что группа готовит к выпуску дебютный альбом

## Дискография

### Студийные альбомы
| Название                           | Детали                                              | Позиция в чартах | Позиция в чартах | Позиция в чартах | Позиция в чартах | Позиция в чартах | Позиция в чартах | Позиция в чартах | Позиция в чартах | Позиция в чартах | Позиция в чартах |
| Название                           | Детали                                              | AUS              | BEL (FL)         | NLD              | GER              | IRE              | ITA              | NZ               | SWE              | UK               | US               |
| ---------------------------------- | --------------------------------------------------- | ---------------- | ---------------- | ---------------- | ---------------- | ---------------- | ---------------- | ---------------- | ---------------- | ---------------- | ---------------- |
| Labrinth, Sia & Diplo Present… LSD | - Выпущен: 12 апреля 2019 - Лейбл: Columbia Records | 49               | 72               | 16               | 49               | 45               | 53               | 35               | 17               | 44               | 70               |

### Синглы
| Название                                                                                    | Год  | Позиция в чарте | Позиция в чарте | Позиция в чарте | Позиция в чарте | Позиция в чарте | Позиция в чарте | Позиция в чарте | Позиция в чарте | Позиция в чарте | Позиция в чарте | Сертификация                                                                       | Альбом                             |
| Название                                                                                    | Год  | AUS             | CAN             | FRA             | GER             | ITA             | NZ              | SWE             | SWI             | UK              | US              | Сертификация                                                                       | Альбом                             |
| ------------------------------------------------------------------------------------------- | ---- | --------------- | --------------- | --------------- | --------------- | --------------- | --------------- | --------------- | --------------- | --------------- | --------------- | ---------------------------------------------------------------------------------- | ---------------------------------- |
| «Genius»                                                                                    | 2018 | —               | 75              | 173             | 79              | —               | —               | 81              | 84              | 72              | —               | - ARIA: Золотой - MC: Золотой                                                      | Labrinth, Sia & Diplo Present… LSD |
| «Audio»                                                                                     | 2018 | 91              | —               | 34              | —               | —               | —               | 69              | 75              | —               | —               | - ARIA: Золотой - MC: Золотой - SNEP: Золотой                                      | Labrinth, Sia & Diplo Present… LSD |
| «Thunderclouds»                                                                             | 2018 | 69              | 62              | 27              | 56              | 24              | 38              | 80              | 38              | 17              | 67              | - ARIA: Золотой - BPI: Серебряный - FIMI: Платиновый - MC: Золотой - RIAA: Золотой | Labrinth, Sia & Diplo Present… LSD |
| «Mountains»                                                                                 | 2018 | —               | —               | —               | —               | —               | —               | —               | —               | —               | —               |                                                                                    | Labrinth, Sia & Diplo Present… LSD |
| «No New Friends»                                                                            | 2019 | —               | —               | —               | —               | —               | —               | —               | —               | —               | —               |                                                                                    | Labrinth, Sia & Diplo Present… LSD |
| «—» означает, что запись не попала в чарты или не была выпущена на определённой территории. |      |                 |                 |                 |                 |                 |                 |                 |                 |                 |                 |                                                                                    |                                    |